# اچ‌ام‌اس اوشن (۱۸۹۸)
اچ‌ام‌اس اوشن (۱۸۹۸) (به انگلیسی: HMS Ocean (1898)) یک کشتی بود که طول آن ۴۳۱ فوت (۱۳۱ متر) بود. این کشتی در سال ۱۸۹۸ ساخته شد.